# Ramiro Navarro
Ramiro Navarro de Anda (1943. május 23. – 2008. március 26.) mexikói válogatott labdarúgó.

## Pályafutása

### Klubcsapatban
1961 és 1966 között a CD Oro játékosa volt. 1966 és 1968 között a Club América, 1968 és 1970 között pedig a Club Necaxa csapataiban játszott. 

### A válogatottban
1965 és 1966 között 4 alkalommal szerepelt a mexikói válogatottban és 1 gólt szerzett. Részt vett az 1966-os világbajnokságon.

## Sikerei
CD Oro
- Mexikói bajnok (1): 1962–63
- Mexikói szuperkupa (1): 1963

## Külső hivatkozások
- Ramiro Navarro adatlapja a National-Football-Teams.com oldalon (angolul)

- Ramiro Navarro adatlapja a worldfootball.net oldalon (angolul)